# Voilemont
Voilemont ist eine französische Gemeinde mit 47 Einwohnern (Stand 1. Januar 2022) im Département Marne in der Region Grand Est. Sie gehört zum Arrondissement Châlons-en-Champagne und zum Kanton Argonne Suippe et Vesle. 

## Geografie
Die Gemeinde Voilemont liegt am Flüsschen Yèvre, neun Kilometer südwestlich von Sainte-Menehould. Sie ist umgeben von folgenden Nachbargemeinden:
| Gizaucourt           |                                             | Dommartin-Dampierre |
| La Chapelle-Felcourt | Kompassrose, die auf Nachbargemeinden zeigt | Élise-Daucourt      |
|                      | Rapsécourt                                  |                     |

## Bevölkerungsentwicklung
| Jahr                       | 1962 | 1968 | 1975 | 1982 | 1990 | 1999 | 2008 | 2018 |
| -------------------------- | ---- | ---- | ---- | ---- | ---- | ---- | ---- | ---- |
| Einwohner                  | 66   | 68   | 54   | 46   | 36   | 44   | 46   | 45   |
| Quellen: Cassini und INSEE |      |      |      |      |      |      |      |      |